# Фінансове оздоровлення
Фіна́нсове оздоро́влення — система заходів комерційного банку, спрямованих на покращення його фінансового стану, відновлення ліквідності, платоспроможності, прибутковості, втрачених активів або доходів, виконання обов'язкових економічних нормативів, нормативів обов'язкового резервування тощо.